# Cảnh sát Quốc gia Campuchia

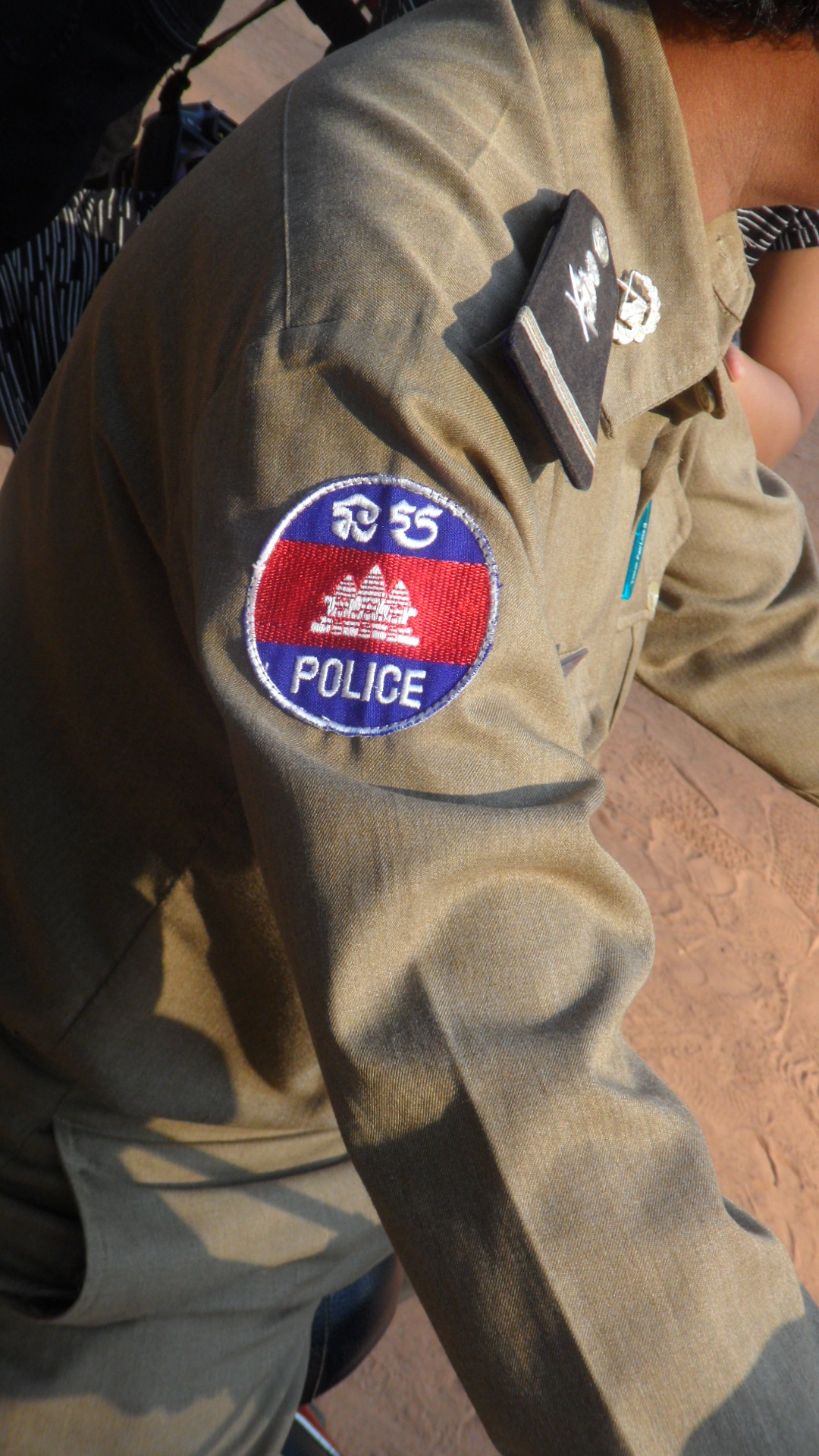
Cảnh sát Quốc gia Campuchia

Cảnh sát Quốc gia Campuchia hay Công an Quốc gia Campuchia (tiếng Anh: Cambodian National Police), gọi tắt là Công an Campuchia, là lực lượng cảnh sát trực thuộc Bộ Nội vụ Vương quốc Campuchia. Đội ngũ hùng hậu với 64.000 sĩ quan và nhân viên được đào tạo và trang bị tốt và có trình độ nghiệp vụ ngày càng được nâng cao về chất lượng. Dưới sự lãnh đạo của Đại tướng Neth Savoeun (cháu rể của Thủ tướng Hun Sen), Tổng cục trưởng Tổng cục Cảnh sát Quốc gia, cảnh sát Campuchia đang thực thi hiệu quả nhiệm vụ giữ gìn an ninh và trật tự xã hội, chống khủng bố, chống tội phạm ma túy và tệ buôn bán phụ nữ và trẻ em, tạo môi trường hòa bình cho sự phát triển của đất nước. 
Trong chưa đầy một thập niên qua, họ đã giải thoát hàng nghìn phụ nữ và trẻ em gái khỏi kiếp nô lệ tình dục trong các ổ chứa ở nước này, góp phần đắc lực trong việc cải thiện hình ảnh của Vương quốc Campuchia trong  mắt bạn bè quốc tế, tăng cường thu hút đầu tư nước ngoài và khách du lịch tới đất nước Chùa Tháp.
Tổng cục Cảnh sát quốc gia là một trong ba Tổng cục của Bộ Nội vụ, các Tổng cục còn lại là Tổng cục thanh tra Chính trị, Hành chính và Cảnh sát và Tổng cục Quản lý. Bộ này do Phó Thủ tướng Sar Kheng đứng đầu.

## Ra đời
Lực lượng Cảnh sát Nhân dân Campuchia ra đời ngay sau khi nhân dân Campuchia dưới sự lãnh đạo của Đảng Nhân dân Cách mạng nước này (CPRP) cùng với sự giúp đỡ của bộ đội tình nguyện Việt Nam lật đổ chế độ diệt chủng tàn bạo Pôn Pốt ngày 7/1/1979 lập nên nước Cộng hòa Campuchia.
Do lực lượng ban đầu vỏn vẹn có 45 người ở cấp bộ và 10 người ở cấp thành phố, vũ khí trang bị vô cùng nghèo nàn. Trong khi đó, tàn quân Khmer Đỏ vẫn còn khá mạnh và chống phá quyết liệt chính quyền mới. Để đối phó với nguy cơ này, trong giai đoạn (1979-1986) chiến dịch cấp tốc xây dựng lực lượng cảnh sát đã được thực hiện bằng cách tuyển mộ ồ ạt thanh niên nam, nữ. 
Do yêu cầu cấp bách khi đó, tiêu chí duy nhất để tuyển chọn người muốn gia nhập lực lượng cảnh sát chỉ là sự tin tưởng vào Đảng nhân dân Cách mạng Campuchia (CPRP), lòng căm thù đối với chế độ diệt chủng, và mong muốn được phục vụ và bảo vệ lợi ích của người dân.    
Những nhân viên cảnh sát mới khi đó được huấn luyện từ 3-6 tháng, chủ yếu tập trung học tập về đường lối chính sách chung của CPRP, các luật cơ bản và nhiệm vụ của cảnh sát nhân dân. Với quyết tâm cao trong xây dựng và phát triển, lực lượng non trẻ này đã nhanh chóng trưởng thành, đạt được những  thành tựu to lớn trong việc duy trì ổn định chính trị, trật tự xã hội, góp phần ngăn chặn sự trở lại của Pôn Pốt, và  tích lũy được rất nhiều kinh nghiệm từ cách huấn luyện “thực hành tại chỗ”. Cuối giai đoạn này, lực lượng Cảnh sát nhân dân Campuchia đã có hơn 36.000 sĩ quan và nhân viên.

## Tổ chức Bộ máy

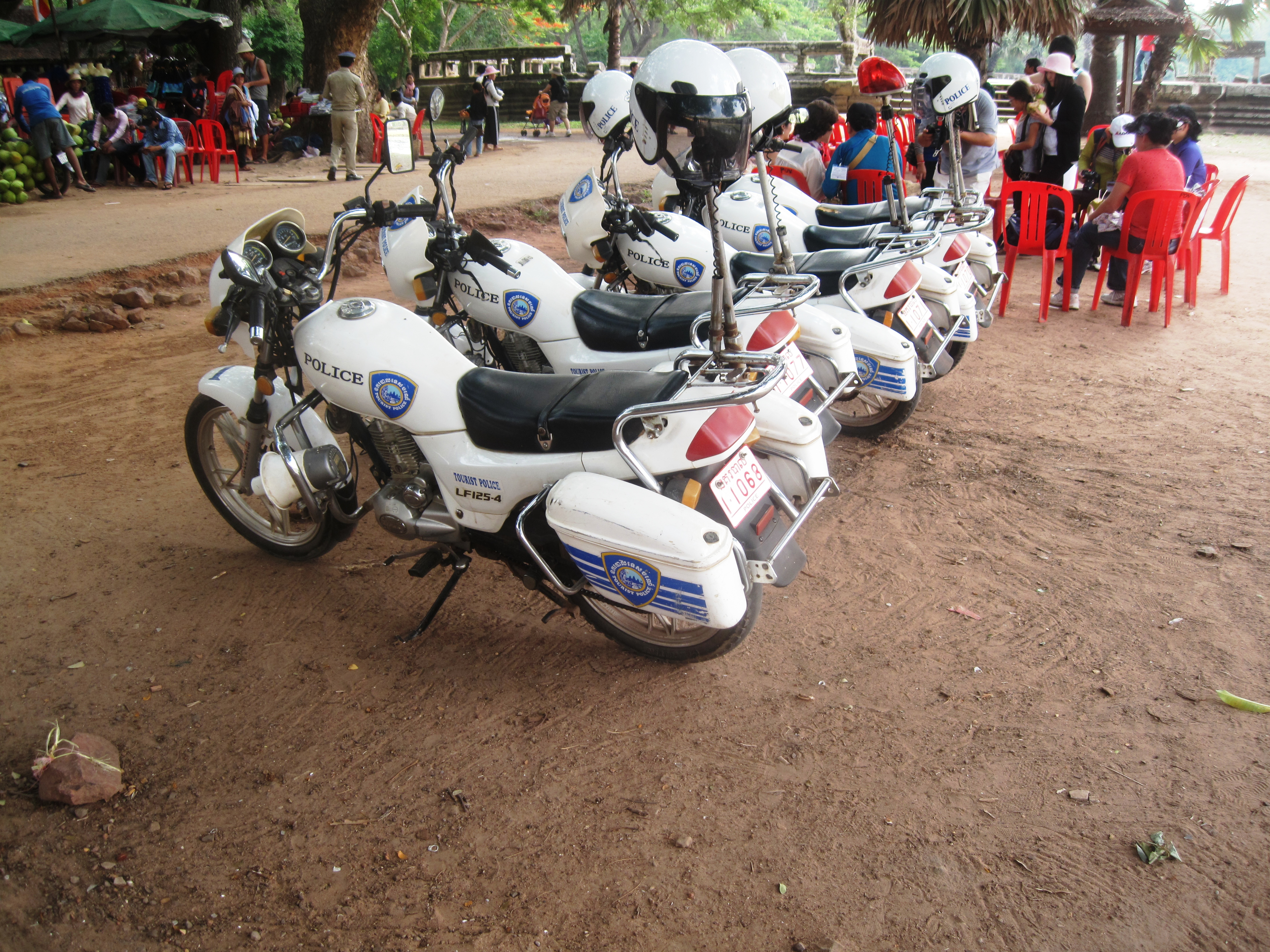
Cảnh sát Campuchia được trang bị phương tiện hiện đại

Cảnh sát quốc gia Campuchia được chia thành bốn đơn vị độc lập, đứng đầu bởi Phó Tư lệnh thứ nhất của Cảnh sát Quốc gia, và năm Cục trung ương, mỗi cục do một Cục trưởng và Phó Tư lệnh điều hành.
- Bốn lực lượng độc lập:
  - Đơn vị Interpol
  - Đơn vị chỉ huy
  - Đơn vị can thiệp
  - Đơn vị phòng chống ma túy[2]
- Năm Cục trung ương:
  - Cục Biên giới
  - Cục trật tự chung
  - Cục tư pháp
  - Cục an ninh
  - Cục hậu cần[2]

### Cục Biên giới
- Biên giới đất liền
- Biên giới biển
- Kỹ thuật và hậu cần[2]

### Cục trật tự chung
- An ninh xã hội
- Bảo vệ
- Quản lý
- Trật tự chung[2]

### Cục tư pháp
- Cảnh sát hình sự
- Cảnh sát kinh tế
- Khoa học và Công nghệ[2]

### Cục an ninh
- Thông tin chung
- Cảnh sát chống khủng bố
- Vệ sĩ
- Người nước ngoài[2]

### Cục hậu cần
- Tổ chức cán bộ
- Giáo dục và đào tạo
- Hậu cần và Phương tiện[2]

## ChốngPol Pot
Trong giai đoạn 1986-1989, các tay súng Khmer Đỏ thường tổ chức  các cuộc tấn công du kích chớp nhoáng và nguy hiểm vào các cơ sở hạ tầng, cầu cống, bệnh viện, trường học… ở các vùng nông thôn Campuchia gây tình trạng bất ổn và tâm lý hoang mang trong dân chúng. Thời gian này, lực lượng Cảnh sát nhân dân Campuchia có nhiệm vụ phải ngăn chặn tàn quân Pôn Pốt để bảo vệ an ninh và sự an toàn của dân chúng, đồng thời tạo cơ hội thuận lợi cho quân đội mở các cuộc tấn công lớn truy quét địch ở khu vực dọc biên giới với Thái Lan. 
Để thực hiện nhiệm vụ trên, Cảnh sát nhân dân Campuchia đã thành lập lực lượng A-3.86 vào năm 1986. A-3.86 mới đầu được thành lập với quy mô cấp tiểu đội, mỗi tiểu đội có 12 tay súng được trang bị súng tiểu liên AK 47. Đặc biệt,  những thành viên được tuyển chọn vào lực lượng này phải là người có trình độ học vấn nhất định, có thể lực tốt,  khôn khéo và can đảm.  
Các tay súng của lực lượng đặc biệt này được huấn luyện kỹ chiến thuật chống cách đánh du kích của lính Pôn Pốt. Lực lượng này được nâng cấp thành các tiểu đoàn với phiên chế 369 người mỗi đơn vị, và được trang bị nhiều vũ khí hiện đại hơn. Kết quả các đơn vị này đã góp phần quan trọng vào việc chặn đứng nhiều cuộc tấn công của địch,  tiêu hao nhiều binh lực của chúng, làm thất bại chiến thuật đánh du kích của Khmer Đỏ.

## Hòa giải dân tộc
Ở giai đoạn 1989-1992, lực lượng Cảnh sát nhân dân Campuchia đã có những đóng góp hết sức to lớn vào sự nghiệp giữ gìn an ninh, trật tự xã hội và thúc đẩy tiến trình hòa giải dân tộc.  Lực lượng này đã tuyển mộ thêm hàng nghìn nhân viên mới và không ngừng lớn mạnh, góp phần ngăn chặn hiệu quả các cuộc tấn công phá hoại của tàn quân Pôn Pốt.
Trong thời gian bắt đầu thực thi Hiệp định hòa bình Pari về Campuchia (ký 23/10/1991), từ 1992 đến 1993, ngoài sứ mệnh giữ gìn an ninh và trật tự xã hội, lực lượng Cảnh sát Campuchia đã thực hiện thành công 2 nhiệm vụ trọng đại: bảo vệ 360 nghìn người Campuchia từ vùng biên giới Thái Lan an toàn trở về hòa nhập với đời sống xã hội; bảo vệ thành công cuộc tổng tuyển cử tự do do Liên hợp quốc tổ chức vào tháng 5/1993. Họ đã góp phần quan trọng vào thành tựu của nhà nước Campuchia trên tiến trình thống nhất và hòa giải  dân tộc, xây dựng xã hội đa nguyên và dân chủ.

## Đổi tên thành Cảnh sát Quốc gia

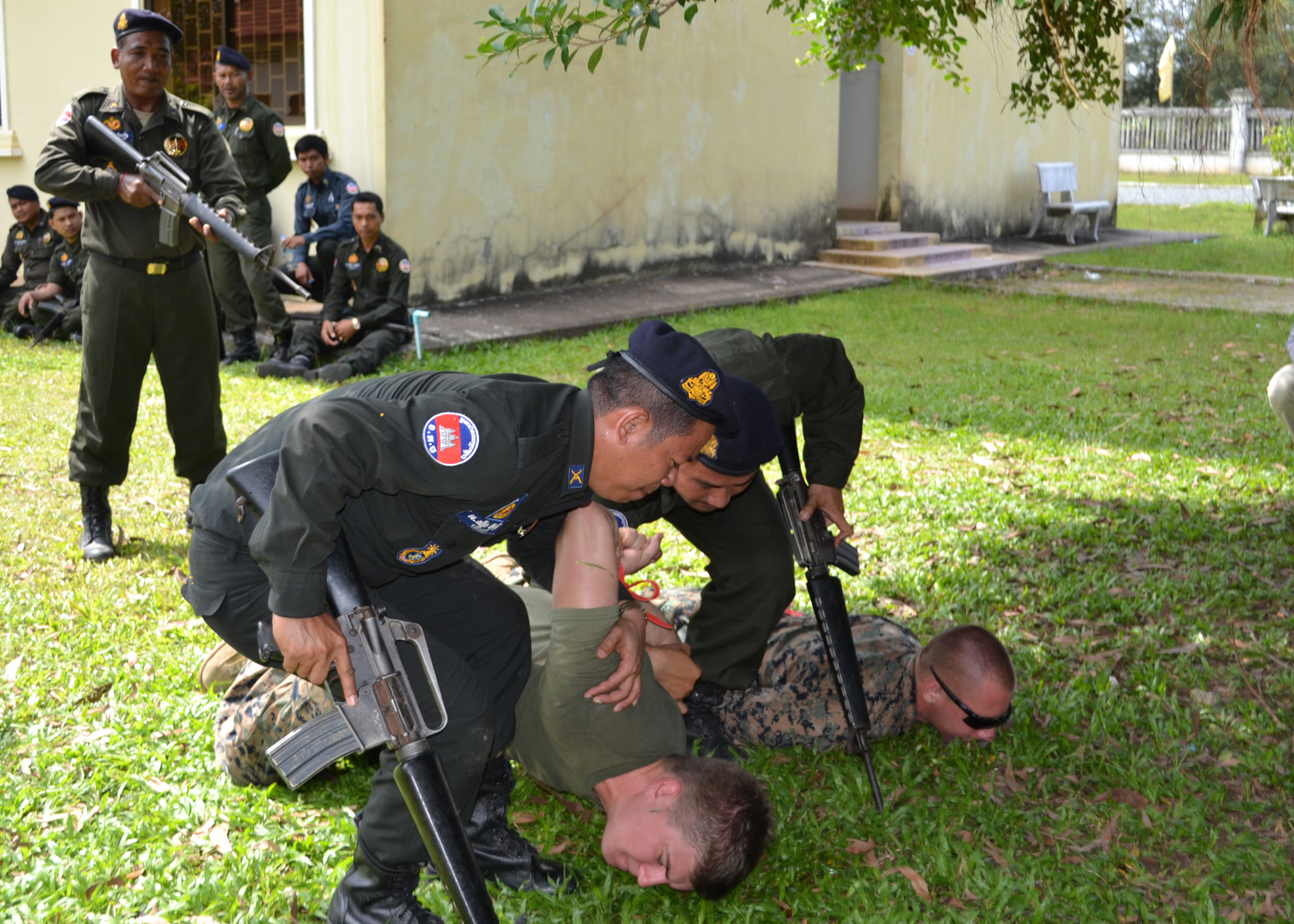
Cảnh sát Campuchia diễn tập

Giai đoạn lịch sử cực kỳ phức tạp với Campuchia là từ 20/5/1993 tới 16/5/2007. Một loạt sự kiện chính trị lớn đã diễn ra cùng tiến trình Hòa giải dân tộc, thực hiện chính sách “Các bên cùng thắng” nhằm giải quyết những bất đồng phe phái, nỗ lực đoàn kết dân tộc để ổn định và phát triển đất nước.  
Ở giai đoạn này, Chính phủ liên minh được thành lập (1993); Cựu hoàng Norodom Sihanouk trở về nước; Campuchia khôi phục chế độ quân chủ lập hiến; lực lượng quân đội và cảnh sát có những thay đổi nhân sự ở cấp cao  theo các thỏa thuận dàn xếp chính trị; các lực lượng vũ trang  đối địch cùng tham gia vào quân đội và lực lượng cảnh sát.
Lực lượng cảnh sát lúc này được mang tên Cảnh sát Quốc gia Campuchia. Đây là giai đoạn khó khăn khi nhiều nhân viên cảnh sát mới có những ý thức hệ khác nhau và không có nghiệp vụ cảnh sát tạo ra tình trạng hỗn loạn; một lượng lớn vũ khí, chất nổ vẫn nằm ngoài sự kiểm soát của chính phủ, đe dọa an ninh và sự ổn định của xã hội. Điều may mắn cho Campuchia là Pol Pot chết vào năm 1998, Khmer Đỏ tan rã và Liên hợp quốc và chính phủ Campuchia đạt được việc thành lập tòa án xét xử những thủ lĩnh của tổ chức này vào năm 2003.  
Vượt qua những khó khăn nêu trên Cảnh sát Quốc gia Campuchia đã ngày càng phát triển theo hướng trở thành một cơ quan chuyên nghiệp độc lập, có chuẩn mực cao và thống nhất. Hàng trăm khóa huấn luyện cả trong và ngoài nước dành cho hàng nghìn sĩ quan cảnh sát trung và sơ cấp đã được thực hiện. Hàng nghìn sĩ quan và nhân viên cảnh sát không đủ tiêu chuẩn bị loại khỏi lực lượng nhằm nâng cao chất lượng đội ngũ cảnh sát. Cảnh sát cũng đã tịch thu hơn 130 nghìn đơn vị súng các loại và phá hủy 180 khẩu súng khác, loại trừ nguy cơ gây bất ổn lớn xã hội.